# برانت دورتي
برانت دورتي (بالإنجليزية: Brant Daugherty)‏ مواليد 20 أغسطس 1985 في مايسن، الولايات المتحدة، هو ممثل أمريكي بدأ مسيرته الفنية سنة 2008.

## الأعمال

### مسلسلات
- الكاذبات الصغيرات الجميلات (2010)
- أيام حياتنا (2012) (بدور: براين)
- أعزائي الناس البيض (2017)

## روابط خارجية
- برانت دورتي على موقع IMDb (الإنجليزية)
- برانت دورتي على موقع ألو سيني (الفرنسية)
- برانت دورتي على موقع أول موفي (الإنجليزية)
- برانت دورتي على موقع قاعدة بيانات الفيلم (الإنجليزية)
- برانت دورتي على موقع كينوبويسك (الروسية)